# Pseudaptinus insularis
Pseudaptinus insularis är en skalbaggsart som beskrevs av Mutchler. Pseudaptinus insularis ingår i släktet Pseudaptinus och familjen jordlöpare. Inga underarter finns listade i Catalogue of Life.